# Seongsa-dong
Seongsa-dong (koreanska: 성사동) är en stadsdel i staden Goyang i  provinsen Gyeonggi i den nordvästra delen av Sydkorea, 15 km nordväst om huvudstaden Seoul. Den ligger i stadsdistriktet Deogyang-gu.

## Indelning
Administrativt är Seongsa-dong indelat i:
| Namn    | Namn               | Yta km² | Invånare 31 dec 2020 |
| ------- | ------------------ | ------- | -------------------- |
| 성사1동 | Seongsa 1(il)-dong | 2,19    | 22 262               |
| 성사2동 | Seongsa 2(i)-dong  | 0,92    | 11 581               |